# Alberto Preda
Alberto Preda (Verano Brianza, 25 marzo 1951 – Bergamo, 13 luglio 2007) è stato uno scrittore e regista italiano.

## Biografia
Coinvolto sin da giovane nella realtà dell'emarginazione dell'handicap, negli anni '70 presso la comunità di Capodarco incontra un gruppo di persone con cui decide di condividere un'esperienza di vita in comune. Nel 1977 è dapprima a Endine Gaiano e dal 1979 a Bergamo dove fonda la Comunità Bianzanella, all'epoca una delle poche non gestite da religiosi.
La sua vicenda personale costituisce il retroterra di un testo del 1984, Andi andi, considerato ormai un classico della satira sul mondo della disabilità, scritto a quattro mani con l'amico pittore Franco Travi.
È del 1988 la sua prima esperienza cinematografica, Note a margine, ancora legata ai temi dell'handicap. Il film ottiene il primo premio al primo Festival Europeo Cinema e Handicap "Noi e gli altri" (Torino, 1992).
Due anni più tardi, nel 1990 la sua attenzione si rivolge al teatro dapprima con il lavoro Mendicanti e furfanti e poi con Aforitmo, teatro da camera (1992), opere di cui cura anche la regia.
Nel 1994 Alberto Preda mette in scena Baia Serena, dramma che approfondisce i temi della guerra (lo sfondo storico del lavoro è costituito dalla crisi della Baia dei Porci) e del potere.
L'anno successivo segna un graduale ma deciso avvicinamento ai temi della mistica cristiana occidentale attraverso la figura di Meister Eckhart. È lo spirito che soffia, dramma ispirato al grande teologo renano, viene rappresentato nel febbraio del 1995 presso il Priorato di Sant'Egidio a Fontanella di Sotto il Monte, in occasione del terzo anniversario della morte di David Maria Turoldo. Il testo, pubblicato dall'editrice Servitium, verrà tradotto in inglese, francese, tedesco e catalano e verrà rappresentato anche a Barcellona.
Tra il 1997 e il 1999 scrive il testo Simone, Simone, ispirato alla figura di Simone Weil, Prima del quartetto e la sceneggiatura per teatro L'ultimo Zanni. Nel 2000 Preda riadatta un testo tratto da un codice medievale conservato nella Biblioteca A. Mai di Bergamo e ne ricava la sacra rappresentazione in antico dialetto bergamasco Passione. Il lavoro verrà rappresentato per la prima volta nella cornice della Chiesa di San Giorgio in Lemine e ripreso in più occasioni negli anni successivi.
Nel 2002, ancora in collaborazione con Franco Travi, pubblica per l'editore Alinea Andiman, ideale prosecuzione di Andi Andi. Nel 2004 scrive Primo il povero, lavoro teatrale ispirato alla figura di don Primo Mazzolari e prodotto dalle ACLI di Bergamo.

## Opere pubblicate
- Alberto Preda, Andi, andi, Bergamo, CLAS, 1984.
- Alberto Preda, È lo spirito che soffia : 26 marzo 1329: vigilia ad Avignone : dramma ispirato a Meister Eckhart, Milano, CENS, 1995, ISBN 88-8078-086-7.
- Alberto Preda, Franco Travi, Andiman : frammenti per la rimarginazione, Firenze, Alinea, 2002, ISBN 88-8125-595-2.
- Alberto Preda, L'anello da caviglia : Il gioco sacro della danza, Milano, MC editrice, 2008, ISBN 88-88432-26-4.

| Controllo di autorità | VIAF (EN) 73460306 · SBN CFIV040366 · LCCN (EN) no97050015 |